# Duisburger Schwimmverein von 1898

Logo des Duisburger SV 98

Der Duisburger SV 98 (vollständig: Duisburger Schwimmverein von 1898 e. V.) ist ein Sportverein aus Duisburg und einer der ältesten Schwimmvereine Deutschlands. Der DSV wurde siebenmal Deutscher Wasserball-Meister, aber bislang noch nicht Deutscher Wasserball-Pokalsieger.

## Verein
Der Verein verfügt über eine Vereinsanlage im Sportpark Duisburg und liegt am Bertasee. Neben dem Clubhaus stehen den Mitgliedern ein Schwimm- und Wasserballbecken, die Möglichkeit im See zu schwimmen, ein Volleyballplatz, eine Liegewiese und ein Kinder- sowie ein Babyspielplatz zur Verfügung. Außerdem gehört zur Anlage ein öffentliches Restaurant.
In den Sommermonaten finden auf der Anlage auch verschiedene Sportkurse statt, z. B. Aquajogging. An den Kursen dürfen auch Nicht-Mitglieder teilnehmen, diese zahlen jedoch eine Kursgebühr.

## Wasserball
Die Männermannschaft wurde in den Jahren 1939, 1940, 1941, 1952, 1958, 1961 und 1962 Deutscher Meister. Seit der Gründung der Wasserball-Bundesliga im Jahre 1976 spielt die erste Mannschaft des DSV 98 in einer der beiden oberen Ligen. Im Jahr 2006 konnte der erneute Aufstieg in die Deutsche Wasserball-Liga (1. Bundesliga) gefeiert werden. 2008 und 2014 stieg der DSV jedoch wieder in die 2. Wasserball-Liga West ab, aus der er aber jeweils nach einer Saison wieder in die Bundesliga aufstieg.
Die Jugend- und Juniorenmannschaften wurden: einmal deutscher Junioren Meister, zweimal deutscher A-Jugend-Meister, sechsmal deutscher B-Jugend-Meister, siebenmal Deutscher C-Jugend-Meister.
Zudem stellte der Vereine zahlreiche Nationalspieler, darunter Santiago Chalmovsky, Rainer Hoppe, Paul Klingenburg, Werner Obschernikat und Hans Schneider.

## Schwimmen
Die Schwimmer des DSV 98 trugen die deutschen Fahnen auf zahlreichen internationalen Wettkämpfen bis hin zu den Olympischen Spielen. Dabei gewannen die Sportler auch einige Deutsche Meisterschaften.
Der DSV 98 ist seit 1999 einer von zehn Duisburger Vereinen, die eine Startgemeinschaft bilden. Zum Duisburger Schwimmteam gehören neben den "98ern" die folgenden Clubs: ASC Duisburg, Duisburger SSC 09/20, SSF Hamborn 07/38, Freie Schwimmer Duisburg 1920, DJK SV Hamborn, DJK SV Poseidon Duisburg 1921, SV Rheinhausen 1913, Polizei SV Duisburg und 1. Schwimmverein Walsum 1959.
Der Verein bietet Schwimmkurse für Kinder und Jugendliche für alle Schwimmabzeichen von Seepferdchen bis Gold an. Diese finden in den Hallenbädern Memelstrasse und Grossenbaum statt.